# Jessi Stensland
Jessi Stensland är en amerikansk triathlet och multisportare från New Jersey som även föreläser inom träningsområdet.
Jessi Stensland tog examen vid George Washington University 1998 och hade under studietiden en framgångsrik NCAA Division I-karriär som simmare. Efter studierna satsade Stensland på triatlon och följande år, 1999, vann hon sin första seger och tog en silvermedalj i ITU Amateur World Championships i Montréal i Kanada. Från och med år 2000 har Stensland satsat helhjärtat som elitidrottare. Hon har fler än 19 segrar både nationellt och internationellt.